# Pichu
Pichu is een Pokémon uit de Pokémon-franchise. Pichu werd door Ken Sugimori gecreëerd. Pichu kwam het eerst voor in het spel Pokémon Gold en Silver.Pichu speelde mee tot aan de game Super Smash Bros. Ultimate werd Pichu als een zwakke Pokémon beschouwd, maar in laatstgenoemd spel bleek dat het personage was opgewaardeerd en daardoor een bruikbare rol speelde in de game.
Pichu is een 'electric type' Pokémon, en evolueert naar Pikachu.